# District de Liangzhou
Le district de Liangzhou (chinois simplifié : 凉州区 ; pinyin : liángzhōu qū) est une subdivision administrative de la province du Gansu en Chine. Il est placé sous la juridiction de la ville-préfecture de Wuwei.
Le district est situé à l'Est du Corridor du Hexi au Nord des Monts Qilian et est traversé par la rivière Shiyang (en) (石羊河, « rivière du capridé de pierre »). Le Nord-Est est désertique.

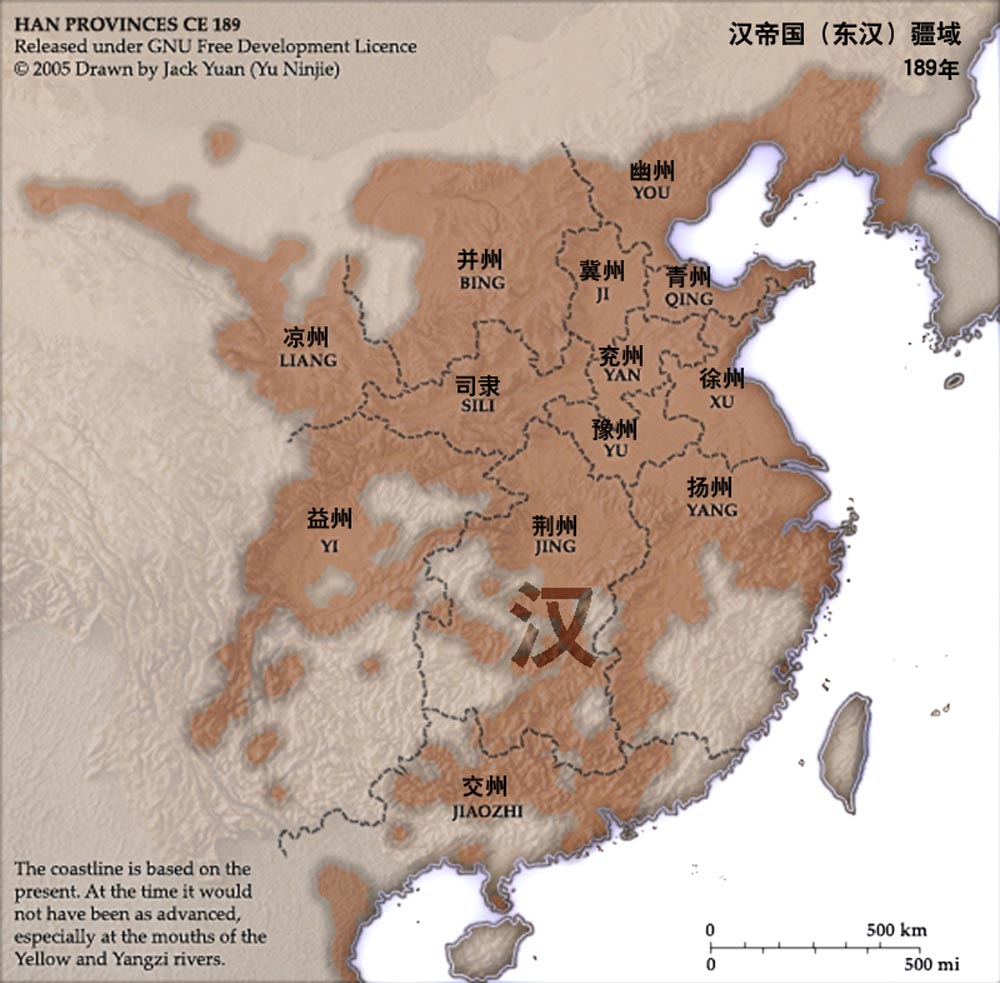
Provinces de la Dynastie des Hans occidentaux en 189

Le Liangzhou (chinois simplifié : 凉州 ; pinyin : liángzhōu ; litt. « Préfecture froide ») est une ancienne préfecture qui s'étendait sur certains territoires actuels des provinces du Gansu et du Qinghai, ainsi que des régions autonomes du Ningxia et du Xinjiang, autrefois.
On y trouve le Temple de la pagode blanche (白塔寺, báitǎ sì), où Sakya Pandita, chef religieux tibétain placé par les Mongols de la dynastie Yuan mourut.